# Vigdis Nipperdey
Vigdis Nipperdey (geb. Henze; * 1944) ist eine deutsche Politikerin und Juristin und war Vorsitzende des Hochschulrates der Technischen Universität München.

## Leben und Wirken
Nach dem Jurastudium in Heidelberg, Tübingen und Berlin als Stipendiatin der Studienstiftung des deutschen Volkes war sie Rechtsreferendarin in Berlin und München.
1971 trat sie in Berlin der CDU bei und arbeitete als Assistentin der CDU-Fraktion im Abgeordnetenhaus für den Untersuchungsausschuss „Freie Universität Berlin“. In München war sie Mitglied im Schulpolitischen Arbeitskreis der CSU. Derzeit ist sie gewähltes Mitglied des Bezirksvorstandes der Frauen Union Oberbayern der CSU.  Sie ist Mitglied im Landesvorstand des Arbeitskreises Hochschule und Kultur der CSU sowie Vorsitzende des Arbeitskreises Hochschule und Kultur des Bezirks Oberbayern der CSU. Seit 1978 ist sie Mitglied des Gemeinderats der Gemeinde Icking, zuerst für die Junge Union, dann für die CSU, seit 1990 für die Ickinger Initiative.
1990 wurde sie in die Bayerische Akademie Ländlicher Raum e.V. gewählt.
1994 wurde sie zur Geschäftsführerin des neu gegründeten „Forum Ebenhausen“ bei der Stiftung Wissenschaft und Politik berufen. Nach dem Umzug der Stiftung von Ebenhausen nach Berlin im Jahre 2000 war sie mehrere Jahre Vorstandsmitglied des „Forums Ebenhausen“.
Seit 1998 war sie stellvertretende Vorsitzende des Hochschulrates der TU München, von 2001 bis 2006 Vorsitzende dieses Gremiums.
Sie ist Vorstandsmitglied der Gesellschaft für Außenpolitik in München.
Sie ist Mitglied des wissenschaftlichen Beirates des nexus Instituts für Kooperationsmanagement und interdisziplinäre Forschung GmbH Berlin.
Sie ist Mitglied des Inner Wheel Club München.
Vigdis Nipperdey war ab 1969 mit dem Historiker Thomas Nipperdey (1927–1992) verheiratet; sie haben vier Kinder und sieben Enkelkinder.

## Auszeichnungen
2000 erhielt sie das Verdienstkreuz am Bande des Verdienstordens der Bundesrepublik Deutschland.
2008 wurde sie mit dem Bayerischen Verdienstorden ausgezeichnet.
2018 erhielt sie die Würde der Ehrensenatorin der Technischen Universität München.